# Ezra van der Heiden
Ezra van der Heiden (24 november 2003) is een Nederlands voetballer die doorgaans als aanvaller speelt. Hij verruilde in 2024 De Graafschap voor Vitesse.

## Carrière
Van der Heiden voetbalde bij ZSV Zelos, in 2019 tekende hij een contract voor 2,5 jaar bij De Graafschap. Hij speelde onder meer voor De Graafschap onder 21.
Op 7 augustus 2022 maakte Van der Heiden zijn offiëcele debuut voor De Graafschap in het betaald voetbal in de eerste divisie, in de verloren uitwedstrijd tegen PEC Zwolle. Op 15 september 2023 scoorde Van der Heiden zijn eerste doelpunt in het betaalde voetbal, in de uitwedstrijd tegen Jong PSV scoorde hij in de 83e minuut de 1–3 binnen.
Medio 2024 verkaste hij naar Vitesse.

## Clubstatistieken
| Seizoen | Club          | Competitie     | Competitie | Competitie | Beker | Beker | Overig | Overig | Totaal | Totaal |
| Seizoen | Club          | Competitie     | Wed.       | Dlp.       | Wed.  | Dlp.  | Wed.   | Dlp.   | Wed.   | Dlp.   |
| ------- | ------------- | -------------- | ---------- | ---------- | ----- | ----- | ------ | ------ | ------ | ------ |
| 2022/23 | De Graafschap | Eerste divisie | 5          | 0          | 1     | 0     | 0      | 0      | 6      | 0      |
| 2023/24 | De Graafschap | Eerste divisie | 8          | 1          | 0     | 0     | 0      | 0      | 8      | 1      |
| Totaal  | Totaal        | Totaal         | 13         | 1          | 1     | 0     | 0      | 0      | 14     | 1      |

Bijgewerkt t/m 31 maart 2025.